# كفر عايا
كفر عايا  حي من أحياء مدينة حمص لمنطقة حمص في محافظة حمص في سورية. تقع جنوب غرب مدينة حمص وأصبحت تعد ضاحية للمدينة.